# Diakovo

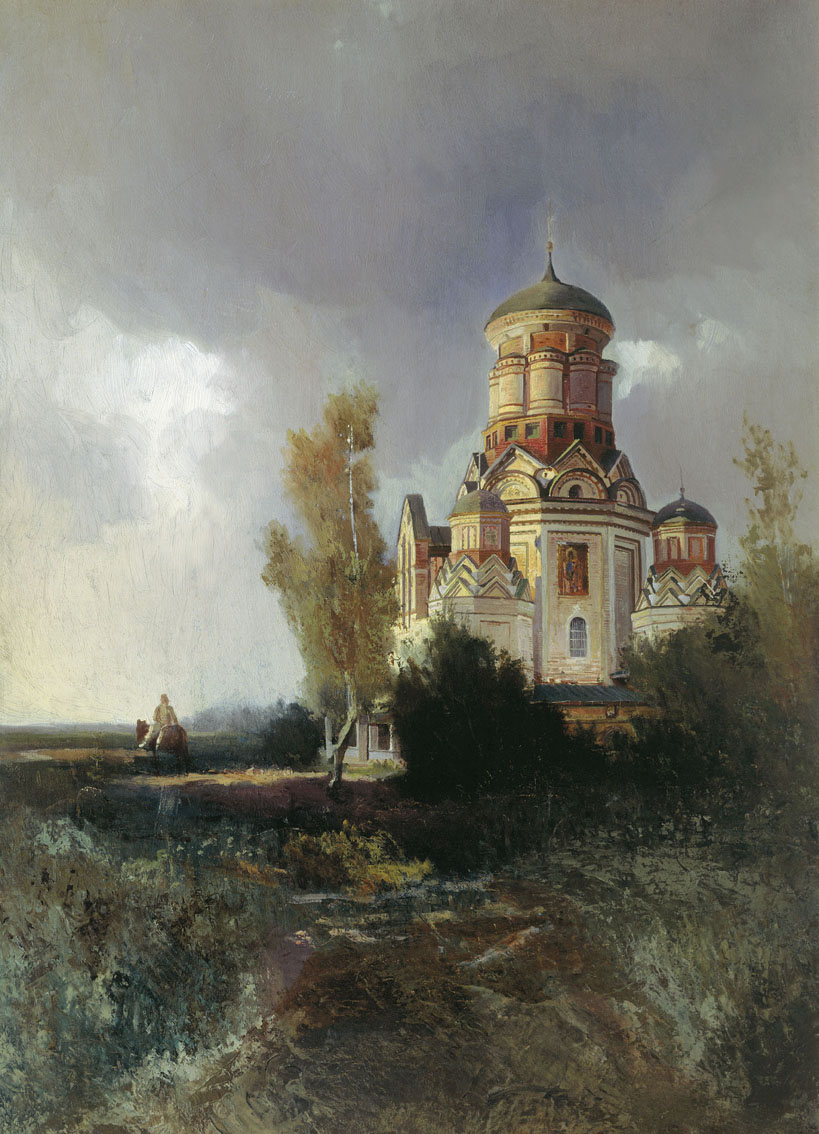
Nikolaï Makovski, église de la Décollation-de-Saint-Jean-le-Précurseur à Diakovo

Diakovo (en russe : Дьяко́вское ou Дьяково) est le nom d'un ancien village qui faisait partie de la ville de Moscou en Russie. Il se situait sur le territoire du musée réserve de Kolomenskoe. Au milieu des années 1970, en préparation des Jeux olympiques d'été de 1980 à Moscou, le village a été réinstallé ailleurs et les sépultures ont été déplacées du cimetière. Les derniers habitants n'ont toutefois quitté le village que dans les années 1990.    